# Нейково (Одесская область)
Нейково (укр. Нейкове) — село, относится к Березовскому району Одесской области Украины.
Население по переписи 2001 года составляло 433 человека. На 2018 год примерно население составляет 150 человек. Почтовый индекс — 67323. Телефонный код — 4856. Занимает площадь 3,571 км². Код КОАТУУ — 5121284903.

## Местный совет
67322, Одесская обл., Березовский р-н, с. Ставковое, ул. Центральная, 17
З 2015 року входить до Розквітівської ОТГ